# Dorothea Parton
Dorothea Parton (* 6. Oktober 1948 in Wien, Österreich) ist eine österreichische Schauspielerin.

## Leben
Ihr Schauspielstudium absolvierte sie erfolgreich am Max-Reinhardt-Seminar in Wien. Danach folgten Engagements am Wiener Burgtheater, wo sie 5 Jahre lang tätig war, später am Schauspielhaus Zürich (2 Jahre) und am Theater in der Josefstadt in Wien (8 Jahre).
Dorothea Parton hat mit dem österreichischen Schauspieler Miguel Herz-Kestranek eine gemeinsame Tochter, Theresa Parton (* 1971), die als alternative Hundetrainerin in Niederösterreich eine Hundepension betreibt.

## Filmografie
- 1985: Steig aus deinem Luftballon (Get Off Your Balloon), mit Krista Stadler
- 1994: Mesmer, mit Alan Rickman, Gillian Barge, Amanda Ooms, Peter Janisch, Simon McBurney
- 1998: Clarissa – Tränen der Zärtlichkeit (Clarissa), mit Tobias Moretti
- 2000: Hart im Nehmen, mit Heinz Petters, Wolfgang Pissecker
- 2001: Nichts wie weg, mit Gregor Bloéb, Elke Winkens
- 2000: Am anderen Ende der Brücke (On the Other Side of the Bridge), mit Nina Proll, Karl Merkatz, Susi Nicoletti

### Fernsehen
- 1977: Ein echter Wiener geht nicht unter, als Verkäuferin in der Folge Stille Nacht
- 1980: Ringstraßenpalais, mit Guido Wieland, Karlheinz Böhm, Ivan Desny, Dagmar Koller, Josef Meinrad, Fritz Muliar, Rudolf Prack, Klausjürgen Wussow
- 1980: Fantômas (Mini-Serie), mit Helmut Berger
- 1981: Tatort – Mord in der Oper, mit Fritz Eckhardt, Herwig Seeböck, Dolores Schmidinger
- 1984: Weltuntergang, mit Hans von Borsody
- 1987: Heiteres Bezirksgericht (Serie), Regie: Peter Weck
- 1987: Tatort: Die offene Rechnung (als Inspektor Winter)
- 1987: Tatort: Atahualpa (als Inspektor Winter)
- 1987: Tatort: Flucht in den Tod (als Inspektor Winter)
- 1988: Tatort: Feuerwerk für eine Leiche (als Inspektor Winter)
- 1989: Tatort: Geld für den Griechen (als Inspektor Winter)
- 1989: Tatort: Blinde Angst (als Inspektor Winter)
- 1989: Roda-Roda (12-teilige Fernsehserie, Folge 12), ORF/ZDF, Regie: Hermann Leitner
- 1989: Der gestrige Tag, Regie: Fritz Eckhardt
- 1990: Der Meister des Jüngsten Tages
- 1990: Tatort: Seven Eleven (als Inspektor Winter)
- 1991: Tatort: Telefongeld (als Inspektor Winter)
- 1991: Der vierte Mann (4 Episoden), von Helmut Zenker
- 1992–2000: Kaisermühlen Blues (Serie), mit Marianne Mendt, Götz Kauffmann, Roland Düringer, Andrea Händler
- 1992: Die Zeit danach (Darstellerin und Sprecherin), Regie: Jürgen Kaizik
- 1992: Vier Frauen sind einfach zu viel, Regie: Hartmut Griesmayr
- 1994: Hallo, Onkel Doc! (Gastrolle), mit Svenja Pages
- 1997: SOKO 5113 (Gastrolle in der Folge Vermisst), mit Bernd Herzsprung
- 2004: Bauernprinzessin aka Prinzessin Bäuerin, mit Krista Posch, Erni Mangold
- 2004: Meine schöne Tochter, mit Marlena Buresch, Lotte Tobisch
- 2006: Eva Zacharias (Drama), mit Gabriel Barylli
- 2006: Feine Dame (Fernsehfilm)
- 2010: Lilly Schönauer – Verliebt in einen Unbekannten